# 백자 달항아리 (보물 제1437호)
백자 달항아리(白磁 壺)는 서울특별시 용산구 국립중앙박물관에서 소장하고 있는 조선시대에 만들어진 백자 달 모양 항아리이다. 2005년 8월 12일 대한민국의 보물 제1437호로 지정되었다.

## 형태
생긴 모양이 달덩이처럼 둥그렇고 원만하다고 하여 달 항아리로 불린다. 몸체는 완전히 둥글지도 않고 부드럽고 여유 있는 둥근 모양이다. 구워지는 과정에서 한쪽이 조금 내려앉았다. 곧바로 선 굽의 지름은 입 부분의 지름보다 조금 좁다. 푸른 기가 거의 없는 투명한 백자유가 씌워졌고, 부분적으로 유빙렬이 크게 나 있으며, 표면의 색조는 우윳빛에 가깝다. 흔히 맑은 흰 빛과 너그러운 둥근 맛으로 요약되는 조선 백자의 미를 대표하는 잘생긴 항아리로 꼽힌다.

## 같이 보기
- 백자 달항아리

## 주해
1. ↑  유빙렬(釉氷裂)은 도자기를 가마에서 꺼낸 뒤에 유약이 식으면서 간 금을 이르는 말이다.